# Vincenzo De Crescenzo
Vincenzo De Crescenzo (né le 13 février 1913 à Naples et mort le 2 juillet 1987 à Moiano) est un écrivain et poète italien de la première moitié du XXe siècle.

## Biographie
De Crescenzo c'est affirmée comme auteur de chansons napolitaines en 1950 grâce à Luna rossa, sur la musique d'Antonio Vian.
En 1957 sa chanson Malinconico autunno, interprétée par Marisa Del Frate, a remporté le Festival de Naples.